# Money, Cash, Hoes
Money, Cash, Hoes è il terzo singolo del rapper statunitense Jay-Z estratto dal suo terzo album Vol. 2... Hard Knock Life. Prodotto da Swizz Beatz, il singolo è pubblicato il 9 novembre 1998 e distribuito dalle etichette Roc-A-Fella e Def Jam. Alla traccia partecipa il rapper DMX. Nel remix, inserito nella colonna sonora del film The Corruptor - Indagine a Chinatown (1999), sono presenti anche Beanie Sigel e Memphis Bleek.

## Tracce
Lato A
1. Money, Cash, Hoes (Remix) (Radio Edit)
2. Money, Cash, Hoes (Remix) (Dirty Version)
3. Money, Cash, Hoes (Remix) (Instrumental)

Lato B
1. Jigga What? (Radio Edit)
2. Nigga What, Nigga Who (Originator 99)
3. Jigga What? (Instrumental)

## Classifiche

### Classifiche settimanali
| Classifica (1998)        | Posizione massima |
| ------------------------ | ----------------- |
| US Hot R&B/Hip-Hop Songs | 36                |
| US R&B/Hip Hop Airplay   | 23                |